# اشچینیتزا، شهرستان کپنو
اشچینیتزا، شهرستان کپنو (به لاتین: Trzcinica, Kępno County) یک منطقهٔ مسکونی در لهستان است که در Gmina Trzcinica واقع شده‌است.